# 緣起偈

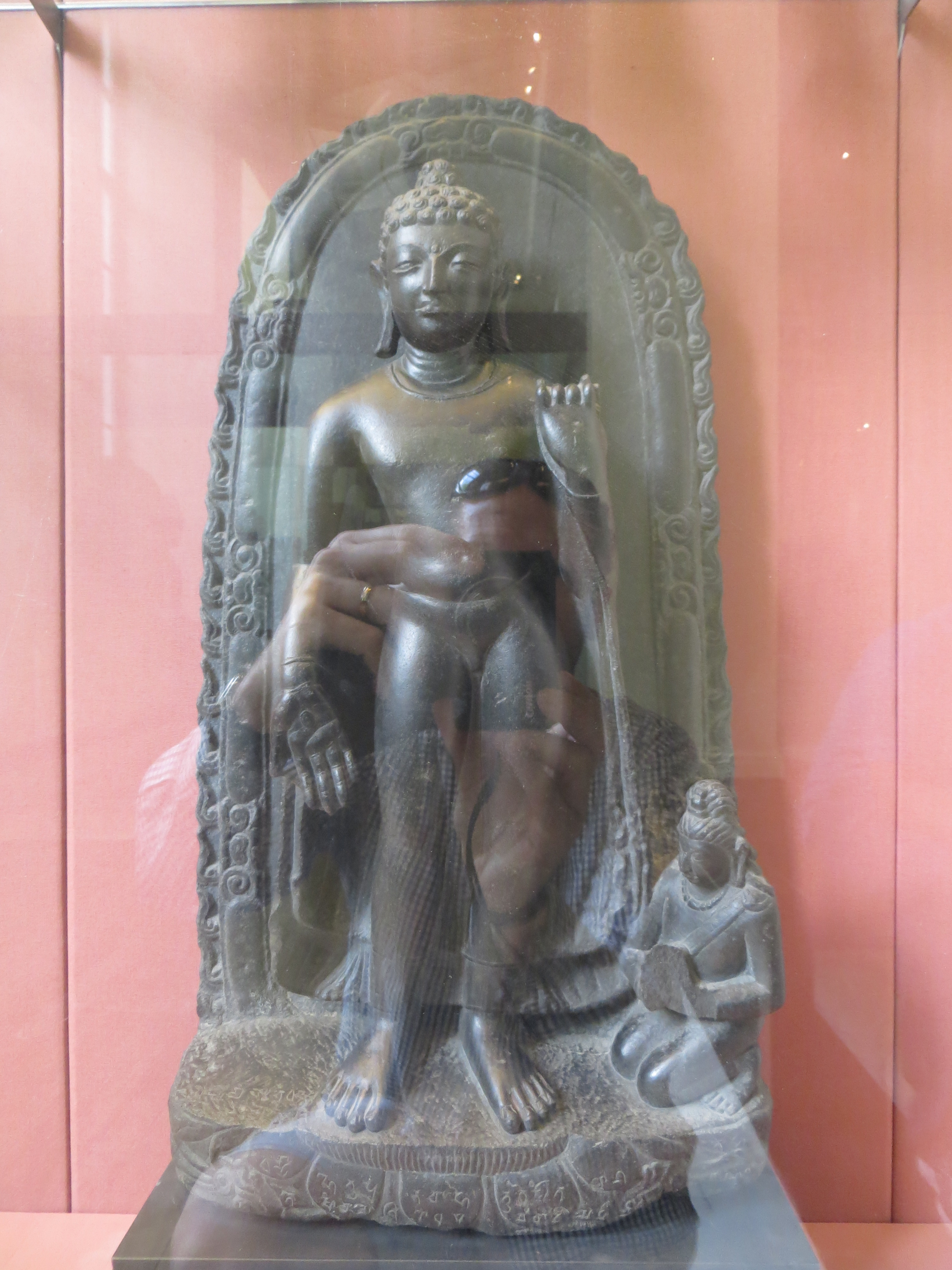
公元500至700年間，來自印度比哈爾邦蘇爾唐甘傑(Sultanganj) 的佛陀石像，其蓮花基座上刻有「ye dharma hetu」的字樣（放大可見）。

緣起偈，又稱緣生偈、緣生法頌、法身偈、法身緣起偈、法身舍利偈、法頌舍利。佛教伽陀，相傳由釋迦牟尼所作，總結了緣起法教義。釋迦牟尼以這個伽陀來教授五比丘，後來佛教僧團形成誦唸這個偈語的習慣。釋迦牟尼大弟子舍利弗，就是因為聽到這個伽陀，得法眼淨，之後加入佛教僧團。

## 內容
相傳釋迦牟尼以此伽陀教授五比丘。五比丘中的阿說示，誦唸這個伽陀給舍利弗，使舍利弗決定加入佛教僧團。
巴利語：
“𑀬𑁂 𑀥𑀫𑁆𑀫𑀸 𑀳𑁂𑀢𑀼𑀧𑁆𑀧𑀪𑀯𑀸, 𑀢𑁂𑀲𑀁 𑀳𑁂𑀢𑀼𑀁 𑀢𑀣𑀸𑀕𑀢𑁄 𑀆𑀳𑁇 
𑀢𑁂𑀲𑀜𑁆𑀘 𑀬𑁄 𑀦𑀺𑀭𑁄𑀥𑁄, 𑀏𑀯𑀁𑀯𑀸𑀤𑀻 𑀫𑀳𑀸𑀲𑀫𑀡𑁄”𑀢𑀺𑁈
羅馬字母化：
"Ye dhammā hetupabhavā
tesaṃ hetuṃ tathāgato āha
tesañca yo nirodho

evaṃ vādī mahāsamaṇo."--《巴利律藏》
梵語：
ये धर्मा हेतु-प्रभवा हेतुं तेषां तथागतो ह्यवदत् 
तेषां च यो निरोध एवंवादी महाश्रमणः
羅馬字母化：
"Ye dharmā hetuprabhāvā
hetun teṣāṃ tathāgato āha
tesāṃ ca yo nirodha

evaṃ vādī mahāśramaṇaḥ."--《大事》
梵語：
"Ye dharmā hetuprabhavā
hetuṃ teṣāṃ tathāgato hy avadat
teṣāṃ ca yo nirodha

evaṃ vādī mahāśramaṇaḥ."--《Pratītyasamutpāda-nāma-mahāyānasūtra》（藏文大藏經的《緣起大乘經》）
這個伽陀的內容，經典上有各種不同的譯法：
- 《四分律》：「如來說因緣生法，亦說因緣滅法。若法所因生，如來說是因，若法所因滅，大沙門亦說此義。此是我師說。」[5]
- 《根本說一切有部毘奈耶出家事》：「諸法從緣起，如來說是因，彼法因緣盡，是大沙門說」
- 《五分律》：「我師所說：法從緣生，亦從緣滅。一切諸法，空無有主。」
- 《佛阿毘曇經出家相品》：「若法從因生，如來說此因，滅如是等因，如是世尊教。」
- 《十二遊經》：「諸法從因，緣滅諸苦盡滅。」
- 《初分說經》：「若法因緣生，法亦因緣滅，是生滅因緣，佛大沙門說。」
- 《佛本行集經》：「諸法從因生，諸法從因滅，如是滅與生，沙門說如是。」「諸法因生者，彼法隨因滅，因緣滅即道，大師說如是。」[6]
- 《中本起經》：「一切諸法本，因緣空無主，息心達本源，故號為沙門。」
- 《過去現在因果經》：「一切諸法本，因緣生無主，若能解此者，則得真實道。」[7]
- 《寶星陀羅尼經》：「煩惱業因緣，世間如是轉，煩惱業不生，導師如是說。生老死定壞，彼解脫無上，如彼勇牛王，如來自悟說。」[8]
- 《給孤長者女得度因緣經》：「由彼煩惱業，為因而起作，是故於世間，隨轉無窮盡。若煩惱業因，是二不轉者，即出離世間，人中尊所說。若彼生與老，二法而不行，是故於世間，決定無有苦。彼當得解脫，此最上正語，大沙門牛王，了已故宣說。」
- 《造塔功德經》：「爾時世尊說是偈言：諸法因緣生，我說此因緣。因緣盡故滅，我作如是說。善男子！如是偈義，名佛法身。汝當書寫置彼塔內，何以故？一切因緣及所生法，性真寂故，是故我說名為法身。」
- 《浴佛功德經》：「當供養舍利。然有二種。一者身骨舍利二者法頌舍利。即說頌曰：諸法從緣起，如來說是因，彼法因緣盡，是大沙門說。」
- 《緣起大乘經》：「諸法從緣起，緣盡法亦滅 ，如來大沙門，常作如是說 。」或「凡因所生法，如來說彼因，亦說彼之滅；是大沙門說。」（白話文版本：凡是從因緣所生的法，如來宣說了那些法的因緣和它們的壞滅；大沙門也如此宣說。）[9]
- 《大智度論》：「諸法因緣生，是法說因緣，是法因緣盡，大師如是言。」「佛於四諦中，或說一諦，或二或三，如馬星比丘為舍利弗說偈：『諸法從緣生，是法緣及盡；我師大聖王，是義如是說。』此偈但說三諦，當知道諦已在中，不相離故；譬如一人犯事，舉家受罪。」
- 英譯：「Of all those things that from a cause arise, Tathagata the cause thereof has told; And how they cease to be, that too he tells, This is the doctrine of the Great Recluse.」
- 英譯：「All phenomena that arise from causes, The Tathāgata has taught their cause, And that which is their cessation; Thus has proclaimed the Great Renunciant.」

## 外部連結
- The Life of Sariputta （页面存档备份，存于） （中文翻譯：舍利弗的一生 （页面存档备份，存于））
- The Sūtra on Dependent Arising （页面存档备份，存于）（Ārya-pratītyasamutpāda-nāma-mahāyāna-sūtra，大乘緣起經）
- An Inscribed Avalokiteśvara from the Hemis Monastery, Ladakh （页面存档备份，存于）
- 空之探究－四 緣起──八不緣起 （页面存档备份，存于）
- Ye dharmā偈颂的渊源与流变——从舍利弗和目犍连的皈依谈起（上）
- Ye dharmā偈颂的渊源与流变——从舍利弗和目犍连的皈依谈起（下）